# Абрамян Генрі Арташесович
Генрі Арташесович Абрамян (рос. Генри Арташесович Абрамян; 21 вересня 1937, Єреван — 24 лютого 1997, Москва) — радянський і російський кінооператор.
Народився 21 вересня 1937 року в Єревані (Вірменія) в родині службовця. Закінчив операторський факультет Всесоюзного державного інституту кінематографії (1961). Працював оператором кіностудії «Мосфільм».
Зняв стрічки: «Один з нас» (1971, у співавт. з С. Рубашкіним), «Випадок з Полиніним» (1971), «Старики-розбійники» (1972, усі — у співавт. з М. Немоляєвим), «Товариш генерал» (1974, у співавт. з С. Рубашкіним), ««Петро Мартинович і роки великого життя»» (1976), «Ви мені писали...» (1977), «Сюди не залітали чайки» (1979), «Ранковий обхід» (1980), «Фантазія на тему любові» (1981), «Вакансія» (1982) та ін.
Був членом Спілки кінематографістів СРСР.
Помер 24 лютого 1997 року у Москві (Росія).